# Adeu
Flávio Mariano Tiago Marcelo Aninas Adeu (em latim: Flavius Marianus Iacobus Marcellus Aninas Addaeus; m. 8 de outubro de 566), melhor conhecido somente como Adeu, foi um oficial bizantino do século VI, ativo durante o reinado dos imperadores Justiniano (r. 527–565) e Justino II (r. 565–578).

## Vida
Adeu era nativo da Síria. Durante o reinado de Justiniano, foi um importante membro do senado em Constantinopla. Na década de 540, o imperador impôs taxas alfandegárias sobre os navios que utilizavam o porto da capital e incumbiu Adeu com a missão de vistoriá-lo. Os autores da PIRT sugerem que provavelmente ele foi um oficial financeiro na prefeitura pretoriana do Oriente, talvez um escriniário no escrínio urbano (scrinium urbis), que foi nomeado comerciário do porto.
Em 551, foi elevado à posição de prefeito pretoriano do Oriente. De seu mandato restam uma lei concernente aos samaritanos, um edito prefeitoral e uma petição de datação incerta de Dióscoro de Afroditópolis. Quiçá foi sucessor de Eugênio e antecessor de Hefesto. Em 565, foi registrado como prefeito urbano de Constantinopla. Em janeiro, ajudou Etério a mandar o patriarca Eutíquio ao exílio. João de Niciu afirma que ambos ofereceram a Justiniano os serviços dum feiticeiro que muito consideravam.
No começo do reinado de Justino II (r. 565–578), talvez em 566, Adeu é citado como patrício. Nessa ocasião, foi acusado por Etério de cumplicidade numa conspiração para envenenar o imperador. Ele negou as alegações em juramento, mas admitiu que merecia a morte por seu papel na morte do prefeito pretoriano Teódoto por feitiçaria. Tanto Adeu como Etério foram executados em 8 de outubro. Dois monogramas em objetos de prata do reinado de Justiniano podem representar seu nome e talvez sejam datáveis do tempo que serviu como prefeito da cidade. Segundo Evágrio Escolástico, era pederasta.